# Salajärvi (sjö i Klemis, Södra Karelen)
Salajärvi är en sjö i kommunen Klemis i landskapet Södra Karelen i Finland. Sjön ligger 79 meter över havet. Den är 2,43 meter djup. Arean är 78 hektar och strandlinjen är 6,21 kilometer lång. Sjön  ingår i Kymmene älvs huvudavrinningsområde.   Den ligger omkring 17 km väster om Villmanstrand och omkring 180 km nordöst om Helsingfors. 
I sjön finns ön Punkansaaret. 